# Blessing, Texas
Blessing là một nơi ấn định cho điều tra dân số (CDP) thuộc quận Matagorda, tiểu bang Texas, Hoa Kỳ. Năm 2010, dân số của nơi này là 927 người.

## Dân số
- Dân số năm 2000: 861 người.
- Dân số năm 2010: 927 người.